# Pentauer
|  | Per a altres significats, vegeu «Pentauer (desambiguació)». |

Pentauer (o també Pentaueret) fou un príncep de l'antic Egipte de la dinastia XX, un dels fills del faraó Ramsès III i d'una esposa secundària, la reina Tiy. Pentaueret és conegut pel fet d'haver estat el successor previst pels instigadors de l'anomenada Conspiració de l'Harem, un cop d'estat fallit contra el mateix faraó Ramsès III.

## La Conspiració
El complot consistia principalment en una revolta externa i un cop intern, a palau. Es volia iniciar una revolució per a derrocar al faraó i alhora pretenien assassinar-lo a palau.
Probablement la mare de Pentauer, Tiy, va ser qui va iniciar el complot del magnicidi. Tiy volia que el seu fill fos el successor en comptes del fill de la reina Iset Ta-Hemdjert, Ramsès-Hekma-Meriamon, el futur Ramsès IV. Segons el papir judicial de Torí Pentauer va ser un dels acusats de participar en la conspiració. És probable que el condemnessin a suïcidar-se. El papir relata aquest fet lacònicament:
| « | Ells (és a dir, els jutges) el van deixar en el seu lloc, ell es va treure la vida | » |

La historiadora Susan Redford proposa la teoria que a Pentauer, com que era un noble, li van donar l'opció de suïcidar-se amb verí i així poder-se salvar de la sort humiliant d'alguns dels altres conspiradors que haurien estat cremats vius i les seves cendres escampades pels carrers. El càstic a la foguera servia per donar un exemple sever, ja que enfatitzava la gravetat de la seva traïció tenint en compte que els antics egipcis creien que només es podia assolir la vida posterior a la mort si el cos es trobava momificat i conservat; és a dir, no només morien al món físic si no que a més se'ls va negar la vida posterior, van patir una aniquilació personal completa. En suïcidar-se, Pentauer podria evitar el càstig més dur d'una segona mort. Això podria haver-li permès ser momificat i passar a la vida posterior. Tanmateix, un estudi recent sobre les restes que es creuen seves, suggereix que va morir estrangulat o penjat.

## Nom
No ens ha arribat el nom real del príncep. Els jutges empraven la denominació "Pentaueret, aquell que duia un altre nom". La supressió del nom real pel crim que havia comès formava part de la damnatio memoriae (condemna de la memòria en llatí). Pentaueret no va ser l'únic, diversos dels condemnats per la Conjura de l'Harem van rebre aquest tracte.

## Lamòmia
Un estudi recent sobre restes desconegudes d'una mòmia enterrada juntament amb Ramsès III (l'anomenada "mòmia que crida") i que ara es creu que era Pentauer gràcies a estudis sobre el seu ADN, suggereix que va ser estrangulat o penjat. Si les restes són realment seves, Pentauer tenia uns 18 anys en el moment de la seva mort.

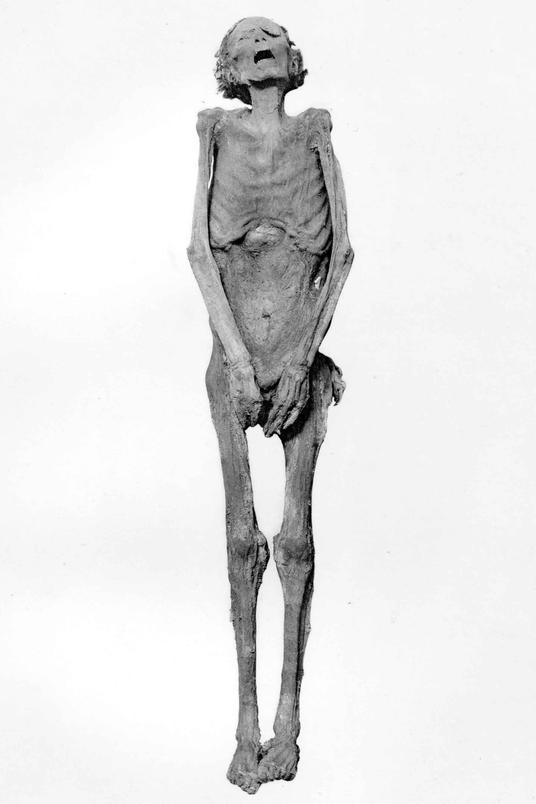
Mòmia de l'"Home Desconegut E", possiblement Pentauer.

Fa uns anys, l'egiptòleg Bob Brier va rescatar la hipòtesi que afirma que la famosa mòmia de l'"Home Desconegut E" (Unknown Man E en anglès) trobada a l'amagatall de les mòmies reials de Deir el-Bahari (tomba TT320) podria ser realment la de Pentaueret.
Noves proves d'ADN han revelat que la mòmia d'un home desconegut ("Unknown Man E") que es va trobar a la tomba de Pinedjem II podria ser el cos de Pentauer.

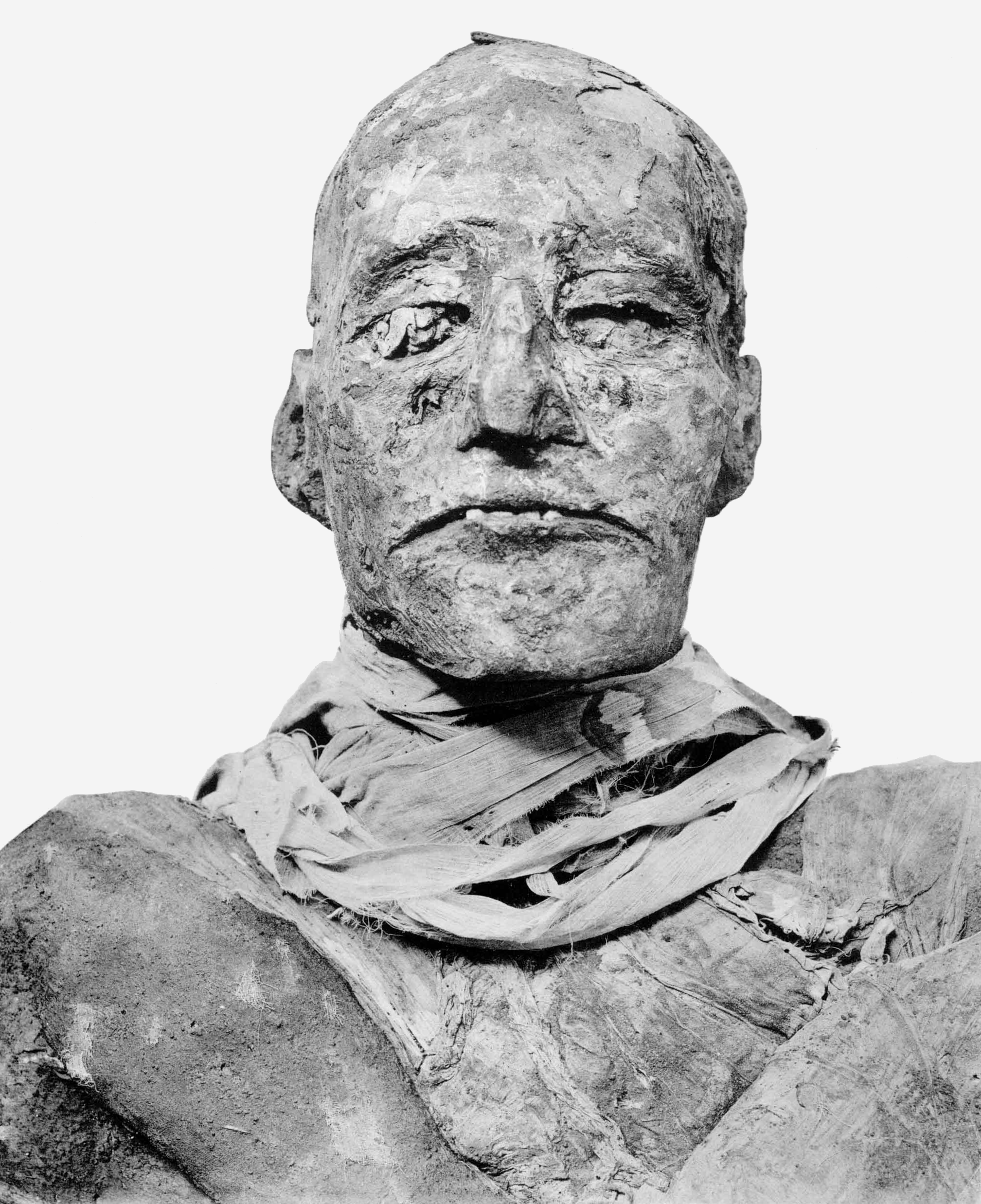
Detall de la mòmia de Ramsès III
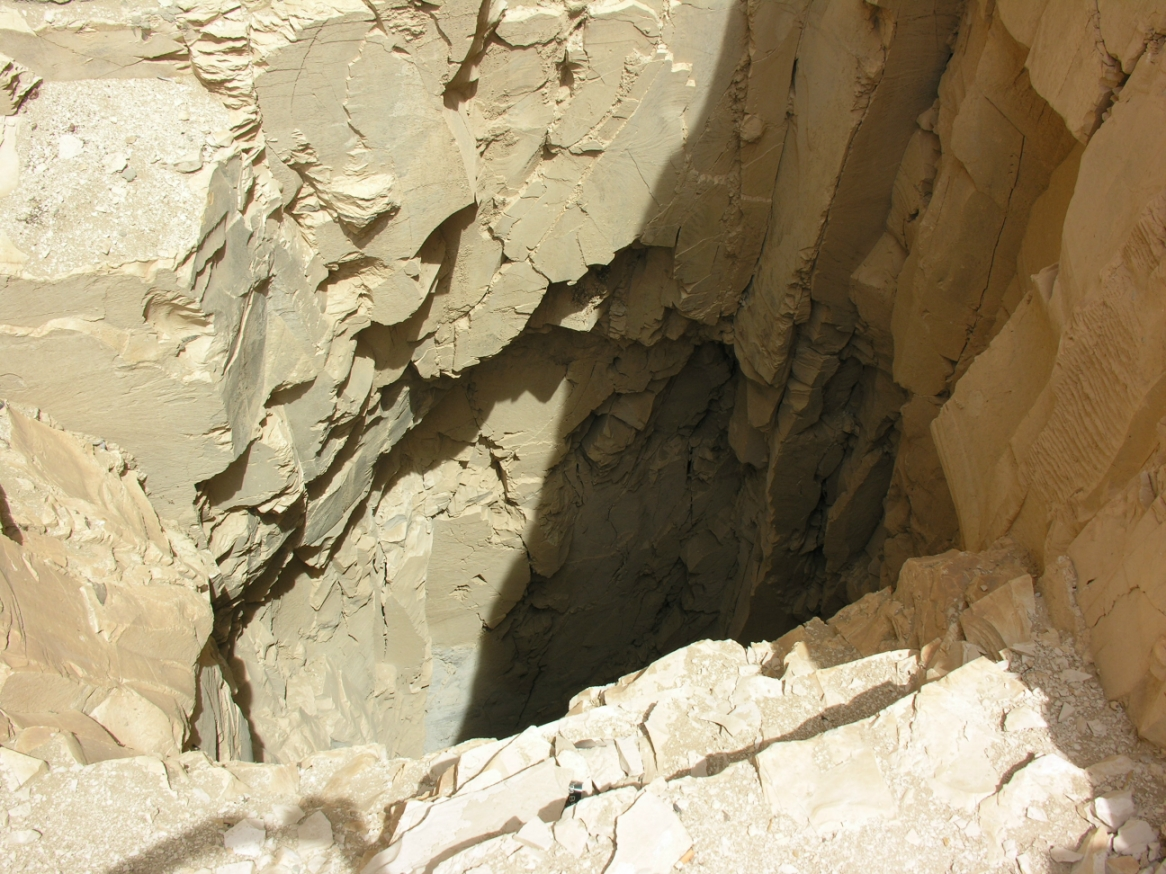
Pou d'entrada a la tomba TT320, on es van trobar les mòmies
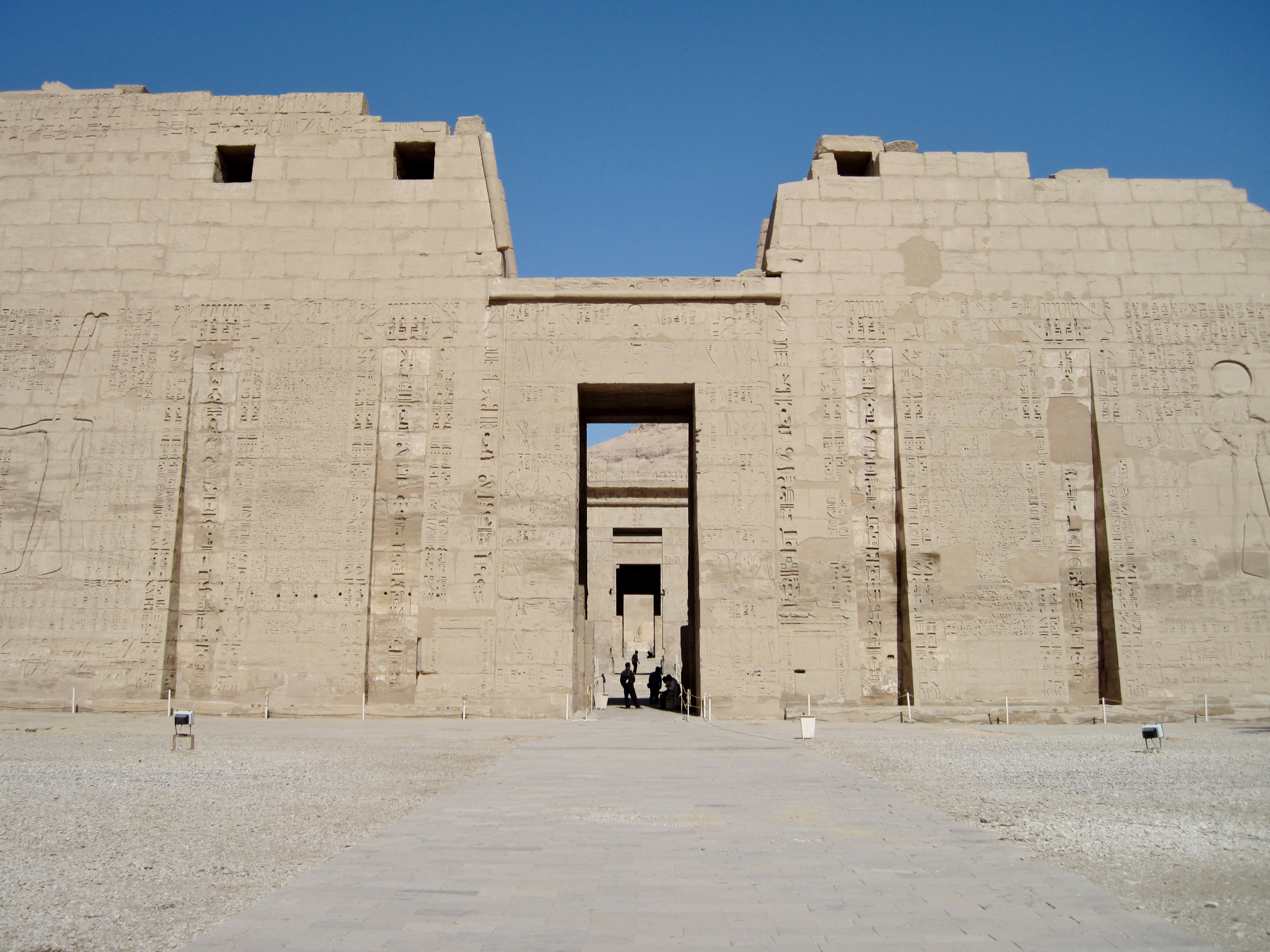
Ramesses III's mortuary temple at Medinet Habu.
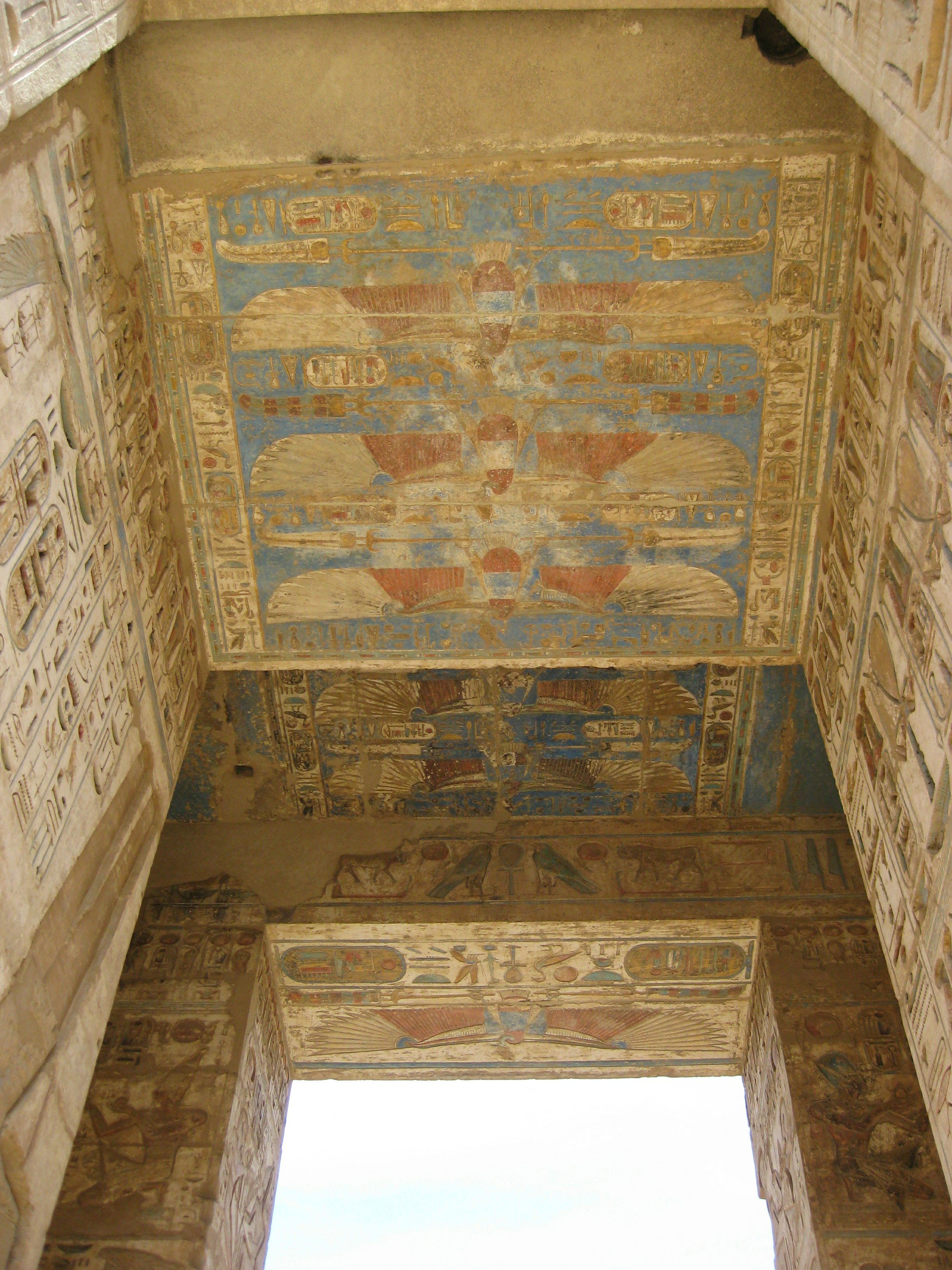
A painted ceiling of Nekhbet at Ramesses III's mortuary temple at Medinet Habu.